# 卡斯諾維亞鎮區 (密歇根州)
卡斯諾維亞鎮區（英語：Casnovia Township）是位於美國密歇根州馬斯基根縣的一個行政鎮區。

## 地方資料
卡斯諾維亞鎮區的面積為92.60平方千米，當中陸地面積為92.20平方千米，而水域面積為0.40平方千米。根據2020年美國人口普查的數據，當地共有人口2793人，而人口密度為每平方千米30.16人。